# Lightworks
Lightworks – profesjonalny program do nieliniowej edycji wideo opracowany przez Lightwork Design Ltd.na licencji freemium. Najnowsze wersje są przeznaczone dla systemu Microsoft Windows, Linux, OS X. Program wydawany jest w dwóch wersjach: darmowej (posiadającej ograniczenia niektórych funkcji) oraz wersji premium.
Program pozwala na edycję plików wideo w formacie SD, HD aż do 4K, w systemach PAL i NTSC.